# Purnama (Pureman)
Purnama is een bestuurslaag in het regentschap Alor van de provincie Oost-Nusa Tenggara, Indonesië. Purnama telt 989 inwoners (volkstelling 2010).